# Vale do Jerte

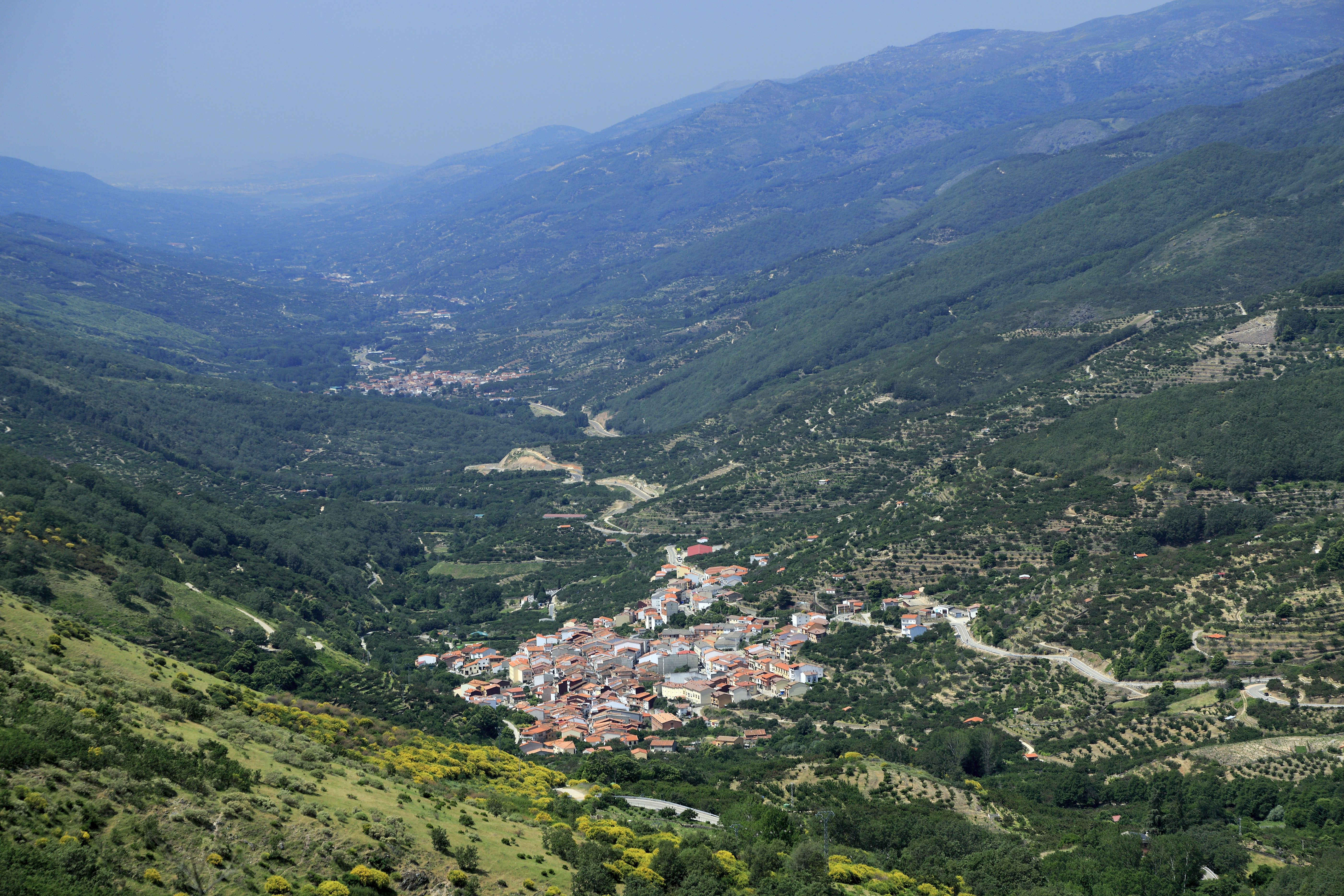
O vale visto de Tornavacas

O Vale do Jerte (em castelhano: Valle del Jerte) é uma comarca da Espanha, situada no extremo nordeste da Província de Cáceres, no vale do rio Jerte. É confinada a norte com as províncias de Ávila e Salamanca, a oeste com a comarca do Vale do Ambroz, a sul com a cidade de Plasencia e a leste com a comarca de La Vera.

## Etimologia
É aos árabes que se deve o topônimo do rio e portanto também o da comarca. O nome do rio em árabe, Xerit tem uma dupla interpretação etimológica, podendo significar rio estreito ou rio cristalino. Desta grafia mais primitiva do topônimo Xérit, se tomou o gentílico culto: valxeritense, que se alterna indistintamente em seu uso com os mais comuns: jertenhos, vallenses, ou vallejertenhos.

## Meio físico

### Geologia e relevo
O Vale do Jerte se encontra entre duas cadeias montanhosas: a Serra de Tormantos a sudeste e os montes de Traslasierra a noroeste, onde está o ponto mais alto da região, o Calvitero, cuja altitude é de 2 410 m. Ambas as serras fazem parte do Sistema Central ibérico e de certa forma são um prolongamento ocidental da Serra de Gredos.
A fisionomia do vale é marcada pela existência de uma fossa tectônica, desenvolvida através do último tramo da falha Alentejo-Plasencia, que segue a direção NE-SO. Tem aproximadamente 70 km de comprimento, desde o passo de Tornavacas até à desembocadura do rio Jerte, no Vale do Alagón.
A rocha predominante é o granito. Ao longo do tempo aconteceram diversos tipos de ajustes nas diversas placas, mudando o relevo de forma muito significativa. A borda sul do Sistema Central NE é uma falha que une rochas cristalinas do sistema montanhoso com os sedimentos terciários da depressão do Tejo. Os passos que se originaram pelo movimento dos diversos blocos são, entre outros: Tornavacas, Honduras, Rabanillo e San Gamello. As fraturas delimitam os blocos que, ao afundar-se, originaram fossas como os vales vizinhos de Tiétar, Tormes, etc.
O movimento em direção a norte elevou blocos e produziu no Vale do Jerte um interessante desvio de montanhas, orientados na direção N-SO, diferente do que ocorre na Serra de Gredos e dando origem deste modo à sua fisionomia atual.
Posteriormente, as formas do relevo receberam retoques próprios da influência das geadas nos cumes e das águas em processo de congelamento e descongelamento nas partes mais baixas. Os glaciares no sul de Gredos tiveram pouca importância e, salvo nos cumes, não se registrou a ação da cunha do gelo. Os cursos de água que descem dos cimos contribuíram ao modelado das ladeiras, formando profundas gargantas, que dão ao vale sua configuração especial.

### Solos
O desenvolvimento dos solos varia segundo as cotas. Em alturas médias encontramos terras pardas profundas constituídas por solos arenosos siliciosos, que se lixiviam com facilidade com o uso agrícola. Nas cotas mais baixas encontramos solos pardos francos profundos, silícios arenosos e argilosos, sendo este tipo de solos mais apto para o uso agrícola, apesar de possuírem um PH sub-ácido (5,5)

### Rede hidrográfica

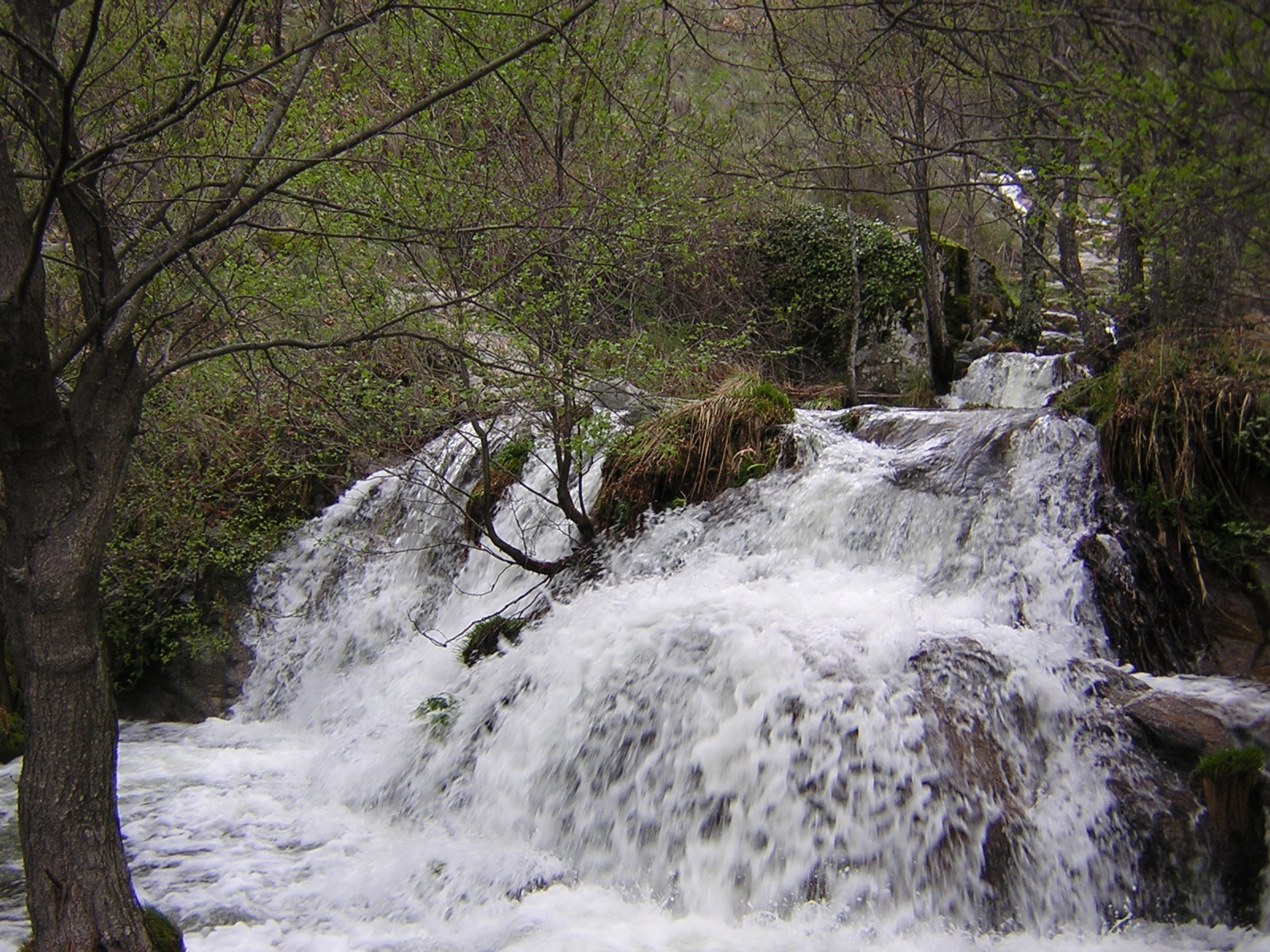
Garganta (regato) de la Puria. El Torno

A rede hidrográfica, dependente quase inteiramente do rio Jerte, ao qual afluem, se articula sem excessiva complexidade, facilitado pela simplicidade do relevo, num vale típico em forma de V, conformando uma rede fluvial de rápida evacuação. Uma parte da comarca pertence à bacia do rio Tiétar, concretamente o município de Barrado e metade do de Piornal.
O rio Jerte tem aproximadamente 70 km de comprimento e desemboca no rio Alagón, que é afluente do Tejo. Seu nascimento se produz nas proximidades de Tornavacas, a uns 900 m de altitude, perto do pico Torreón, e à sua passagem por Plasencia ocorre a 345 m de altitude, o que dá uma ideia clara de quão acidentada é a sua bacia neste troço de apenas 50 km.
Desde o seu nascimento na cabeceira do vale, vai recolhendo os caudais de regatos de montanha (em castelhano: gargantas) importantes como o San Martín, Becedas, Papúos, Los Infiernos, Buitres, Honduras, Puria, Bonal, etc. Em dias de chuva intensa, são muito habituais subidas muito rápidas de nível.

### Clima
As condições climáticas do Vale do Jerte são determinadas por diversos fatores que reforçam o caráter continental que o caracterizam. A influência do relevo e a sua orientação NE-SO, são duas características que influenciam de forma decisiva os valores térmicos e pluviométricos. Os relevos montanhosos atuam como barreira e impedem a penetração de correntes de ar frio procedentes do norte, além de contribuírem para o aumento dos índices pluviométricos, favorecendo as chuvas do tipo orográfico, que são originadas pela ascensão forçada das massas de ar, provocando assim a condensação de sua humidade e a posterior chuva. O gradiente de altitude também motiva contrastes térmicos e pluviométricos entre o fundo do vale e os cumes. A pluviosidade aumenta com a altitude. A orientação do vale permite a influência atlântica com invernos moderadamente frios e verões não excessivamente quentes.
As chuvas médias anuais oscilam entre os 800 e 1500 mm, tomando como referência a estação meteorológica de Barrado, a 800 m de altitude.
A temperatura média varia em função da altitude, desde as mínimas de 1-3°C em Tornavacas até os 5-10°C de Plasencia. Do mesmo modo o fazem as máximas, desde os 15-20°C de Tornavacas aos 25-30°C de Plasencia.

### Flora e vegetação
No vale podem delimitar-se quatro tipos de vegetação:

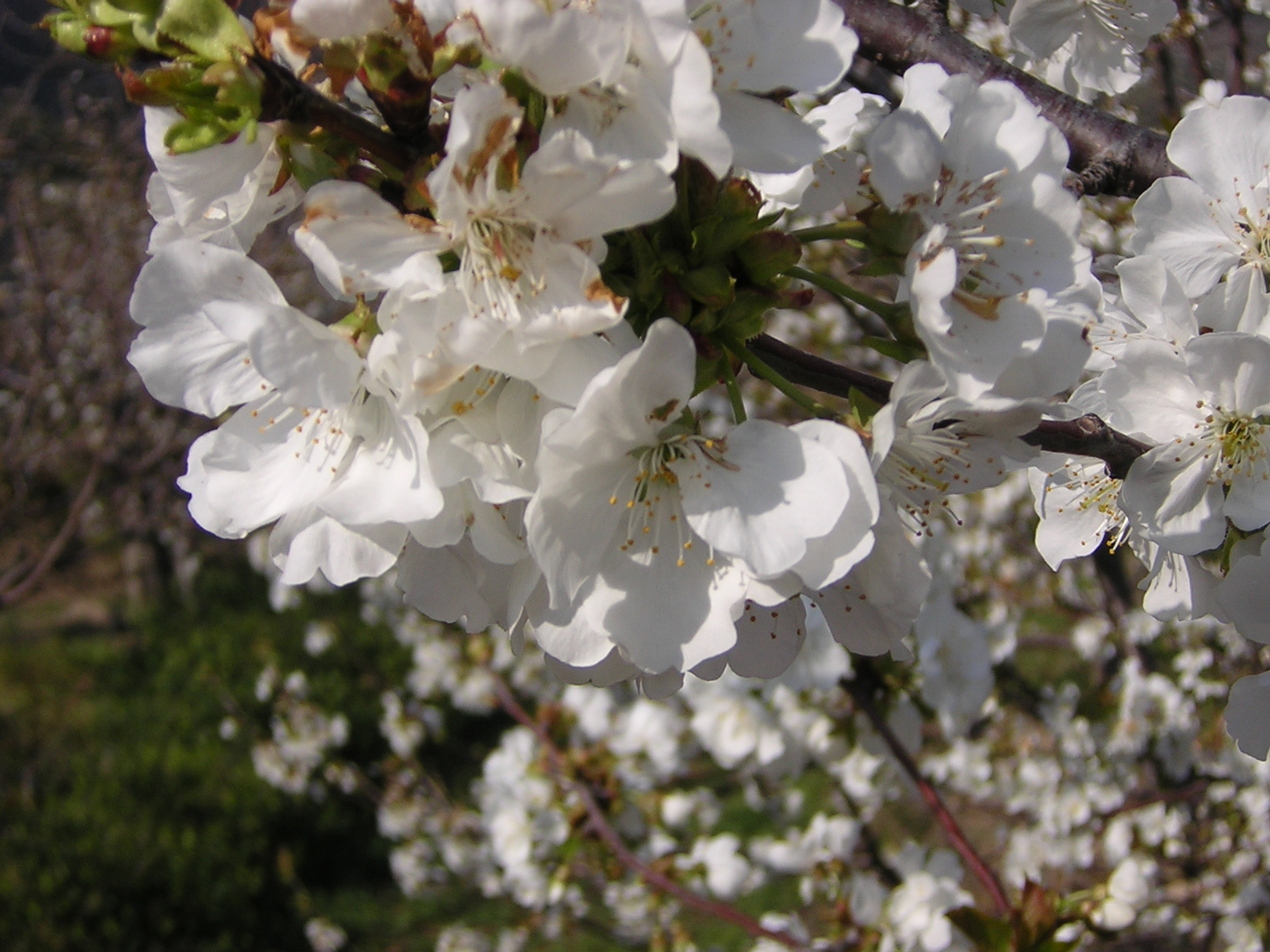
Cerejeiras em flor

- Meso-mediterrânica (400–800 m) — A formação mais característica desta franja é a azinheira (Quercus ilex). Trata-se de formações em pastagem (ou de montado)[nt 2] nas quais aparecem abundantemente lavanda, trovisco, pilriteiro[desambiguação necessária] e esteva como mato predominante, além de pastos sobre solos arenosos. Também se podem encontrar numerosos exemplares de carvalho-português.[nt 1]

- Supra-mediterrânica (800–1 600 m) — A espécie predominante é o carvalho-negral (Quercus pyrenaica) formando grandes bosques, que cumprem uma função importante na retenção e melhoria da capa pedológica. Neste nível também aparecem castanheiros (Castanea sativa), formando bosques ou isolados, que costumam ser de grande envergadura e antiguidade. A eles se lhes somam teixos, amieiros, salgueiros, medronheiros, choupos e bétulas, dispersos nas margens de alguns regatos.

- Oro-mediterrânica (1 600–2 200 m) — A espécie que predomina é o piorno serrano[nt 3](Cytisus purgans), juntamente com pastos de gramíneas nas clareiras das matas e, onde o solo está encharcado, são característicos os cervunales[nt 3] (Nardus stricta), que servem de pastagem de Verão ao gado transumante.[nt 1]

- Crioro-mediterrânica (2 200–2 400 m) — Abundam os cervunales[nt 3] (Nardus stricta) e as pastagens alpinas. Nos penhascos[nt 4] e rochedos cresce uma reduzida, porém peculiar fauna ripícola e são habituais os líquenes, os musgos e alguns fetos de montanha.[nt 1]

- Vegetação ribeirinha — Sobre os solos aluviais do fundo dos regatos de montanha[nt 5] (designadas como gargantas localmente) e do rio formam-se os habituais bosques ripários[nt 6] ou de galerias, associados a essas correntes de água ou a terrenos onde o lençol freático se encontra muito próximo da superfície do solo. São formados fundamentalmente por amieiros, acompanhadas por salgueiros, freixos, arraclanes[nt 3] (Frangula alnus), almeces[nt 3] (Celtis), sarças, espinhos[nt 3], rosas silvestres (Rosa canina) e helechos[nt 3] (Pteridophyta).[nt 1]

No que se refere à vegetação agrícola a grande variedade de árvores é a característica mais marcante do vale. Destacam-se especialmente: oliveiras, cerejeiras, castanheiros e vinha.

## População e municípios da comarca
| Município           | Área (km²) | População (2021) | Densidade (hab./km²) |
| ------------------- | ---------- | ---------------- | -------------------- |
| Barrado             | 21,3       | 363              | 17                   |
| Cabezuela del Valle | 57,0       | 2 141            | 37,6                 |
| Cabrero             | 7,0        | 323              | 46,1                 |
| Casas del Castañar  | 25,0       | 531              | 21,2                 |
| Jerte               | 59,0       | 1 256            | 21,3                 |
| Navaconcejo         | 51,4       | 2 035            | 39,6                 |
| Piornal             | 36,4       | 1 485            | 40,8                 |
| Rebollar            | 12,0       | 208              | 17,3                 |
| Tornavacas          | 76,6       | 1 065            | 13,9                 |
| El Torno            | 22,0       | 843              | 38,3                 |
| Valdastillas        | 8,1        | 312              | 38,5                 |

Os municípios da comarca estão agrupados na Mancomunidade do Vale do Jerte e repartem de forma desigual entre si a população vallense. Ao longo do tempo desapareceram outros povoados que no passado fizeram parte da comarca: Asperilla, Oxalvo, Penhahorcada, Vadillo e Tabares.
No fundo do vale, a sudoeste, está a cidade de Plasencia, que embora oficialmente não faça parte da comarca, é tradicionalmente considerada como sua capital e mantêm ainda hoje um importante peso específico no que toca a serviços e como centro de comunicações.

### Alto-estremenho
No Vale do Jerte ainda se fala, principalmente entre as pessoas mais velhas, uma modalidade do estremenho, denominada valxeritense por alguns investigadores locais.

## Economia
A atividade produtiva principal dos jerteños é a agricultura e tem especial relevância o cultivo e comercialização da cereja do Jerte, produto afamado nos mercados da Espanha e do mundo, que representa a principal fonte econômica do vale. A produção de cerejas é muito grande e de uma qualidade extraordinária, especialmente as cerejas da variedade autóctones picota. Esta grande produção de cerejas gerou também uma indústria de destilados que produz licores e outra de marmeladas de muita variedade.
No que se refere a indústria, a sua presença é menor e em grande parte condicionada pela agricultura, já que na sua maioria se trata de indústrias transformadoras dos produtos agrícolas. Especialmente importante para a economia valxeritense é a Agrupación de Cooperativas del Valle del Jerte, a qual é uma cooperativa de segunda ordem e aglutina cooperativas agrárias dos onze povoados do vale, assim como algumas da comarca vizinha de La Vera. Através dela se criou a denominação de origem "Cereja do Jerte".
A indústria também está presente com algumas outras fábricas como a de alabastro na localidade de Jerte.
Nos últimos anos proliferou outro tipo de atividades que pouco a pouco vão diversificando a economia de seus povoados, especialmente no setor do turismo. Todos os povoados possuem vários alojamentos rurais.